# Anja Rubik
Anja Rubik, właśc. Anna Helena Rubik (ur. 12 czerwca 1983 w Rzeszowie) – polska supermodelka, projektantka mody, prezenterka telewizyjna, osobowość medialna i działaczka społeczna.
Uznawana za jedną z najpopularniejszych i najbardziej wpływowych modelek XXI wieku. Założycielka Fundacji SEXED.PL, współtworzącej i promującej konsekwentną, nowoczesną edukację seksualną w Polsce.

## Życiorys
Urodziła się w Rzeszowie, jest córką Ewy i Andrzeja, lekarzy weterynarii. Ma starszą o osiem lat siostrę, Joannę. W młodości kilkukrotnie zmieniała z rodziną miejsce zamieszkania – w 1987 przeprowadziła się z rodzicami do Grecji, po trzech latach przenieśli się do Winnipeg, a rok później zamieszkali w Umtacie, gdzie spędzili kolejne cztery lata. W 1994 wrócili do Polski i zamieszkali się w Częstochowie, gdzie Rubik uczęszczała do Prywatnej Lingwistycznej Szkoły Podstawowej i do I Społecznego Liceum Ogólnokształcącego STO.
W wieku 13 lat wzięła udział w konkursie Elite Model Look, a następnie dołączyła do agencji D’ivision Model. Na wybiegu debiutowała w 1998, idąc w paryskim tygodniu mody w pokazie jesienno-zimowej kolekcji. Wkrótce zamieszkała na stałe w Paryżu, gdzie uczyła się w brytyjskim liceum. Uczestniczyła w kampaniach reklamowych wielu marek, m.in. Valentino, Versace, Dior, Emporio Armani, H&M, Dolce & Gabbana, Emanuel Ungaro, Ralph Lauren, Chanel, Gucci, Apart. Otwierała pokazy projektantów, m.in. Saint Laurent, Stelli McCartney i Proenzy Schouler. Pojawiła się na wybiegach następujących projektantów i domów mody: Yves Saint Laurent, Paco Rabanne, Carolina Herrera, Dolce & Gabbana, Donna Karan, Karl Lagerfeld, Marc Jacobs, Vera Wang, Moschino, Gucci, Givenchy, Roberto Cavalli, Kenzo, Alexander McQueen, Atsuro Tayama, Christian Lacroix, Chanel, Óscar de la Renta, Matthew Williamson, Ralph Lauren czy Victoria’s Secret. Ponad czterdzieści razy zdobiła okładki magazynu Vogue.

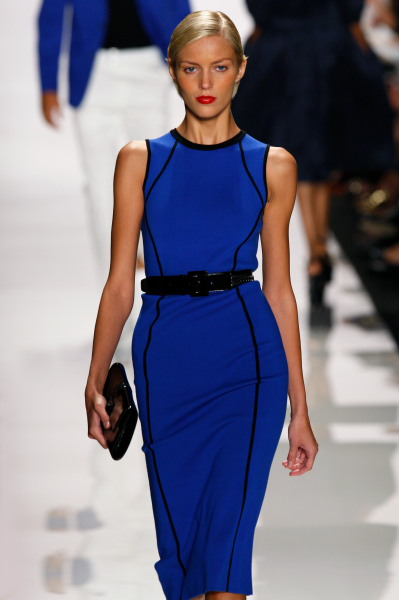
Rubik (2008)

W 2010 zajmowała trzecie miejsce w rankingu Top 50 najlepszych modelek świata według portalu models.com. W 2012 portal models.com ogłosił ją mianem ikony umieszczając w rankingu Industry icons, w 2021 uplasował w rankingu Supers jako jedną z kilkunastu modelek na świecie. W 2013, po zmianach w metodologii rankingu, ponownie zajmuje pozycję w rankingu Industry icons. W 2013 odebrała nagrodę Elle Style Awards w kategorii „Najlepsza modelka”. 
W 2014 i 2015 znajdowała się w pierwszej dwudziestce najlepiej zarabiających modelek na świecie według magazynu Forbes. Jej roczne zarobki kształtowały się na poziomie 3,5 mln dolarów. 
Kilkukrotnie pojawiała się w programie Top Model w charakterze gościa specjalnego bądź mentorki. W 2014 stworzyła kolekcję ubrań dla domu mody Mohito, wypuściła do sprzedaży autorski zapach Original, który powstał we współpracy z Inglot oraz wystąpiła w teledysku do piosenki „Chleb” z płyty Społeczeństwo jest niemiłe Doroty Masłowskiej. W latach 2014–2015 prowadziła program TVN Project Runway. W 2019 użyczyła głosu kioskarce w filmie animowanym Mariusza Wilczyńskiego Zabij to i wyjedź z tego miasta.
W 2017 wyreżyserowała i wyprodukowała kampanię społeczną #sexedpl, która poruszyła temat kompleksowej edukacji seksualnej, a we wrześniu opublikowała podręcznik dla nastolatków i nastolatek pt. „#sexedpl. Rozmowy Anji Rubik o dojrzewaniu, miłości i seksie”, który zyskał status bestsellera w Polsce, sprzedając się w ponad 100 tys. egzemplarzy. Za swoją działalność dotyczącą edukacji seksualnej młodzieży została w 2018 wyróżniona nagrodą „Zacnego Uczynku” i statuetką „Kobieta Roku Glamour 2018”. Również w 2018 powołała do życia Fundację Sexed.pl, a w styczniu 2019 zaczęła prowadzić internetowy program SexEdPL ROOM, w którym omawiała kwestie związane z seksem.

## Życie prywatne
16 lipca 2011 poślubiła na Majorce Sashę Knezevicia. W sierpniu 2016 ogłosili rozstanie.